# 議会科学技術選択評価局
議会科学技術選択評価局（仏：Office parlementaire d'évaluation des choix scientifiques et technologiques）は科学や技術的な種類のある選択肢に対して、フランス国会議員に明白な解説を提供しようとする公立機関。国民議会と元老院の唯一の共通機関。1983年創設。対象はエネルギー政策や生物工学などに関してある。日本語では「科学技術の評価のための議会オフィス」や「国会科学技術選択評価委員会」と訳されることもある。